# WAT Atzgersdorf
Der WAT Atzgersdorf ist ein österreichischer Handballclub im 23. Bezirk Wiens. 1912 wurde der Verein Allgemeiner Turnverein Atzgersdorf gegründet. Die Frauen Mannschaft spielt derzeit in der obersten Liga Österreichs, der WHA Meisterliga. In der Saison 2018/19 konnte man den Serienmeister Hypo Niederösterreich im Ligafinale besiegen und sicherte sich damit den ersten Meistertitel der Vereinsgeschichte.
Die Männer Mannschaft nimmt aktuell an der HLA Challenge teil.

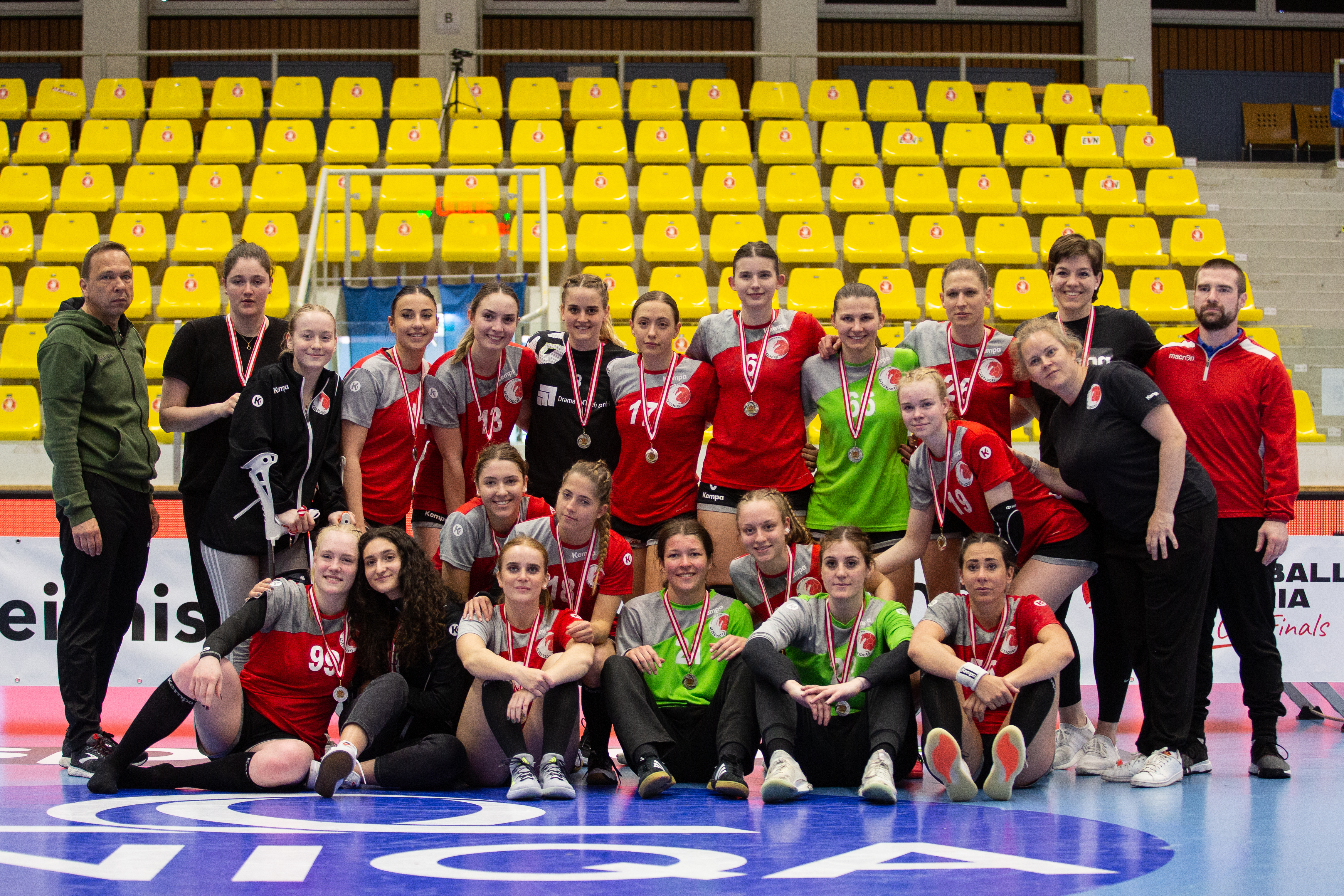
WHA Team 2020/21

## Aktueller Kader Frauen 2024/25
| Nr. | Name               | Nationalität   | Position        |
| --- | ------------------ | -------------- | --------------- |
| 16  | Berina Malkic      | Österreicherin | Tor             |
| 37  | Isabel Janko       | Österreicherin | Tor             |
| 41  | Nicole Ivkic       | Kroatin        | Tor             |
| 85  | Patriza Petr       | Österreicherin | Tor             |
| 2   | Sandra Mahr        | Österreicherin | Kreis           |
| 4   | Lara Brezenci      | Kroatin        | Rückraum Rechts |
| 5   | Chanel Vondrak     | Österreicherin | Rückraum Rechts |
| 6   | Anabel Cosic       | Österreicherin | Rückraum Mitte  |
| 9   | Anastasija Tomic   | Österreicherin | Kreis           |
| 10  | Luca Tesche        | Deutsche       | Rückraum Mitte  |
| 11  | Nathalie Dopler    | Österreicherin | Rechts Außen    |
| 12  | Laura Grießler     | Österreicherin | Links Außen     |
| 13  | Karla Barnjak      | Österreicherin | Kreis           |
| 14  | Sara Mustedanagic  | Österreicherin | Rückraum Rechts |
| 18  | Katharina Graf     | Österreicherin | Rückraum Mitte  |
| 19  | Lilli Gschwentner  | Österreicherin | Rechts Außen    |
| 20  | Djellza Hetemaj    | Österreicherin | Rückraum Mitte  |
| 23  | Ines Mustedanacgic | Österreicherin | Rückraum Links  |
| 25  | Chiamaka Igwebuike | Österreicherin | Rückraum Links  |
| 32  | Antonela Dramac    | Kroatin        | Rückraum Rechts |
| 33  | Lilly Fehringer    | Österreicherin | Links Außen     |
| 46  | Lisa Pöschl        | Österreicherin | Rückraum Rechts |
| 48  | Chiara Miljkovic   | Österreicherin | Rückraum Mitte  |
| 56  | Melanie Sujer      | Österreicherin | Kreis           |
| 81  | Alina Bohnen       | Deutsche       | Kreis           |
| 91  | Ines Lochschmidt   | Österreicherin | Kreis           |
| 94  | Krisztina Nagy     | Ungarin        | Rückraum Links  |
| 96  | Anna Lauter        | Österreicherin | Rückraum Links  |

## Bekannte ehemalige Spielerinnen
- Johanna Reichert (2019–2021)